# Lékoro
Lékoro är en ort i Burkina Faso.   Den ligger i provinsen Province de la Kossi och regionen Boucle du Mouhoun, i den västra delen av landet, 290 km väster om huvudstaden Ouagadougou. Lékoro ligger 361 meter över havet och antalet invånare är 1 668.
Terrängen runt Lékoro är platt. Närmaste större samhälle är Salanso, 13,6 km öster om Lékoro.
Omgivningarna runt Lékoro är en mosaik av jordbruksmark och naturlig växtlighet. Runt Lékoro är det ganska tätbefolkat, med 65 invånare per kvadratkilometer.